# Éric Deguil
Éric Deguil est un kayakiste français, né le 29 juillet 1981 à Nîmes.
Quintuple champion du monde de kayak extrême en 2011, 2012, 2014, 2016 et 2024, il fait partie du Top 3 des kayakistes freeriders mondiaux de la discipline des années 2010.

## Biographie
Fils et petit fils de kayakistes, Éric Deguil fait ses premières armes dès son plus jeune age dans les rivières des Cévennes où il pratique toutes les disciplines proposées par son club de canoë-kayak, le CKC Nîmes. Il rejoindra Pau en 2000 pour concilier ses études à la compétition de canoë en descente et slalom, au sein de l'équipe de France junior puis senior.
Passionné de nature, il abandonne progressivement les bassins artificiels et bétonnés pour se consacrer à l’eau vive, à ses hautes cascades et à ses rivières aux débits et remous très puissants, classées niveau 5 ou 6, sur une échelle de 6.
Des courses extrêmes commencent à être organisées à travers le monde. Les Pyrénées et ses nombreux cours d'eau sont un terrain de jeu idéal pour les kayakistes. Éric Deguil et ses amis du PEK (Pyrénées Extrem Kayak) passent de longs moments à y naviguer, à s'y entraîner, et à chercher de nouvelles voies encore jamais franchies. En 2009, reconnus pour leur engagement en rivière, ils deviennent vice-champions du monde de kayak extrême par équipe.
En décembre 2010, les PEK partent au Mexique pour naviguer et participer à la Carrera Alsaseca de Veracruz. Éric Deguil n’y restera que 10 jours : une chute d’eau de 25 mètres, la « Tomata », arrêtera net son périple. Il s'en sortira avec une triple fracture lombaire qui ne l’empêchera pourtant pas de revenir à son meilleur niveau et de gagner, au même endroit, la Coupe du Monde de kayak extrême en 2011. Il renouvellera l'exploit en 2012, 2014 et 2016 (vice-champion du monde en 2013 et 2015).
En 2015, 2016 et 2017 il remporte la compétition de kayak extrême la plus légendaire, La Green river narrows race.

### Volcano Ride[4]
Le 8 mai 2009, après plusieurs années de préparation logistique et physique, le projet fou de Jean-Yves Sivy se réalise enfin: Camille de Faucompret, de l'Equipe de France féminine de snowboard, et Éric Deguil, à bord de son kayak renforcé pour l’occasion, dévalent ensemble les flancs du volcan Fogo encore en activité au Cap-Vert. Des pentes de 600 mètres, une inclinaison à 40°, une vitesse de 50 km/h.
Ils seront les premiers sportifs dans l'histoire de leurs disciplines à rider sur les cendres d'un volcan.
Le défi suivi par la camera de la réalisatrice Stéphanie Augras, donnera naissance au film Volcano Ride, qui remportera le Prix du Meilleur Montage, le Prix du Public, et le Prix du Film d'Aventure au Festival du Film de Kayak à l'Argentière-la-Bessée en 2009.
Palmares
- 2025 - Vice champion du monde (kayak enduro,Colombie.  1er Ossau Kayak Extreme.
- 2024 - Champion du monde de kayak extrême (Ekstremsportveko,Voss, Norvège). Champion d'Europe (Devils Race, Rép.Tche). 1er Rio Ara Race (Torla,Espagne). 1er de la Russell Fork Race.1er de CaldeRace (Colombie). 1er Samana Festival Marathon (Colombie). 2ème de Ossau Kayak Extrême (OKE, Laruns, France). 1er Rio Gallego Festival.

- - 2023 - Record du monde (Le plus grand dénivelé en kayak en 1h, 625m). Champion du monde master ( Moso,Italie). 1er de Ossau Kayak Extrême ( OKE, Pau). 2ème Russel Fork Race (KY,USA). 4ème de Green Race (NC,Saluda). 1er BoaterX, 6ème "Holy diver sprint" (Ekstremsportveko, Voss, Norvège). 1er CauteRace (Cauterets, France).1er Rio Gallego Festival.
  - 2022 - 18eme Championnat du Monde (Oetz, Autriche). 1er CauteRace (Cauterets,France). 1er Gandara Race.
  - 2021 - 4ème Championnat du Monde (Oetz, Autriche). Record du monde (Le plus grand dénivelé en kayak en 1h, 607m). Expedition en Laponie  .
  - 2020-
  - 2019- Green Race 2ème (Short boat. NC,USA). 2ème Russel Fork Race (KY,USA).
  - 2018- 2ème Championnat du monde (Asahan,Indonesie). Expedition Indonésie (Sumatra).
  - 2017- 1er Green Race (NC,USA). 1er Russel Fork Race. 2ème Pyrenees Buddies Race
  - 2016- 1er Championnat du monde (AWP World Serie). 1er Green Race (NC,USA). 1er Pyrenees Buddies Race
  - 2015- 2ème champions du monde (Awp World serie). 1er Green Race (NC,USA). 1er Pyrenees Buddies Race
  - 2014- 1er Championnat du monde (AWP World Serie).1er Pyrenees Buddies Race
  - 2013- 1er Russel Fork Race. 3ème Green Race (NC,USA).1er Pyrenees Buddies Race
  - 2012- 2ème White water Grand Prix. 4éme Green Race (NC,USA).1er Pyrenees Buddies Race
  - 2011- 1er Championnat du monde (AWP World Serie). 3ème Russel Fork Race. 1er Alseseca Race (Tlapacoyan, Mexique). 1er Pyrenees Buddies Race. 5ème Adidas Sickline. 1er Pré-Championnat du monde (C2 descente). Champion de France C2 descente classique.
  - 2010- 5eme Pyrenees Buddies Race. 3ème Green Race (Long boat). 1er Green Race (Short boat). 2
  - 2009- Vainqueur de la finale du Championnat de France slalom (C1H). 2eme championnat de France C1 slalom.
  - 2008- 3ème Green Race (Long boat). 1er Green Race (Short boat).